# Kostel svatého Václava (Vápenný Podol)
Kostel svatého Václava ve Vápenném Podole je pozdně barokní kostel z roku 1788.

## Historie
Původně na místě dnešního kostela stála kaple, zasvěcená sv. Václavu. Byla postavena v r. 1726 za panování hraběte Jana Josefa Šporka. Zvýšený lázeňský ruch a náboženské cítění vyžadovaly, aby v blízkosti lázní byl také zřízen stánek pro služby Boží. Protože u pramene stávala socha sv. Václava a podle ní se pramen nazýval „Svatováclavský“, bylo rozhodnuto, že bude postavena kaple, která bude také zasvěcena zemskému patronu sv. Václavu.
V nově postavené kapli se konaly služby Boží každé neděle a ve svátky. Za tímto účelem sem docházel duchovní z Heřmanova Městce, který toho času také Podol spravoval. Hrabě sám dosadil a vydržoval tu také poustevníka, který měl za povinnost se starat o kapli, zvonit klekání atd.. Žil v poustevně, která se nacházela uprostřed obce.
Posledním poustevníkem v Podole byl Josef Ephrem a Sta Maria. Eremita pocházel ze zámožné rodiny z Čáslavi. Když mu rodiče zemřeli, přenechal zděný dvůr za nepatrný roční poplatek svým sourozencům a vstoupil do poustevnického řádu Ivanitů. Obydlí jeho v Podole bylo sice prosté, ale velmi upravené. Když císař Josef II. všechny poustevny zrušil, našel útulek v městeckém špitále, kde v roce 1803 svoji pozemskou pouť dokonal. Ke konci 18. století, na základě reforem císaře Josefa II., který tehdy v Chrudimském kraji založil čtyři fary a 26 lokalií k pohodlí věřících, byla zřízena i v Podole 28. dubna1785 nová lokalie.
Prvním lokalistou, který v Podole působil, byl kaplan Josef Peregrin Hrdlička z panství pardubického městečka Sezemice, kde se také v roce 1755 narodil. Dne 15. května 1788 se přistěhoval do Podola. Své povinnosti prozatím vykonával v  kapli, kam se vešlo 50 osob. Ta byla na místě, kde nyní stojí kostel sv. Václava. Tato kaple zde stála až do r. 1790 a poté byla zbořena. Jelikož zde nebyla žádná farní budova, byl ubytován v hostinském lázeňském domě „U bílého lva“ až do roku 1801.
Přízemní faru dal postavit baron Filip Karel z Greiffenklau v r. 1802. Opravována byla v r. 1869 a 1884, v r. 1899 k ní bylo přistavěno první patro a místnosti upraveny. V r. 1858 byla podolská expozitura povýšena na farnost.
Se stavbou kostela bylo započato v r. 1788 na místě původní kaple (dostavěn v r. 1790). Stavební náklady byly hrazeny ze zádušního jmění hrbokovského kostela a z náboženského fondu, který byl v josefínské době vytvořen z prodeje rušených klášterů. Věž dostavěli později - v r. 1796. Do ní byly přeneseny dva zvony z 16. století z Hrbokova. Oba musely být v 19. století přelity. Ve 20. století byly zabrány pro válečné účely: větší, sv. Václav, v roce 1918, druhý – sv. Jan spolu s dalším menším zvonem v roce 1941. Z původní kaple je nad postranními (v současné době zazděnými) dveřmi zasazen kámen, který nese nápis latinsky psaný, česky znějící: „Tato kaple stojí k větší cti a slávě sv. Václava, patrona našeho“.
V r. 1874 byly na věž kostela zabudovány věžní hodiny. V r. 1892 jsou na kůru kostela stavěny varhany věhlasným varhanářem Petrem z Prahy.
25. června 2008 se přehnalo ve večerních hodinách nad obcí ničivé tornádo, které pohnulo věží kostela a strhlo i část střechy. Na jaře v roce 2009 se prováděly opravy.
Kostel je jednolodní s předsíní na západní straně a s věží nad hlavním průčelím. Při vstupu hlavními dveřmi do chrámu je možno po pravé straně spatřit kříž s kropenkou a podstavcem. Vše je zhotoveno z jednoho kusu dřeva (z té větve, která se ulomila se stromu, když rodina hrabat Šporků vyjela hledat vhodné místo, kde se měla kaple postavit). Nad hlavním oltářem je obraz sv. Václava na koni s vévodskou korouhví, patrona našeho národa, namalovaný akademickým malířem Františkem Müllerem z Chrudimi. Nad ním je socha Pána Ježíše. Po obou stranách jsou sochy dvou klečících andělů a zemských patronů Cyrila a Metoděje a také sochy sv. Vojtěcha a sv. Prokopa. Na okenních obrazech po stranách oltáře vyniká sv. Anežka a sv. Josef. Jsou označeny letopočtem 1848 – 1898 s věnováním od Jana Pleskota a J. Pazdery. Zajímavá je dřevěná soška mužské postavy, která ve zdvižených rukách drží misku pro paškál. Toto dílo vyrobil mistr Moštěk, bratr jednoho z administrátorů farnosti. Po stranách lodě je možno spatřit oltáře Panny Marie s Ježíškem a sv. Ludmily se sochou světice, dodané firmou Krejčík z Prahy. Ty byly společně s hlavním oltářem slavnostně posvěceny 6. května1894.
U jižní stěny je socha sv. Jana Nepomuckého z konce 19. století taktéž od řezbáře Krejčíka. Nad ní visí obraz Panny Marie. Na protější zdi býval barokní obraz Klanění tří králů, provedený pražským malířem Janem Onghersem, ovlivněného P. Brandlem. Signovaný a datovaný obraz z roku 1716 je zapůjčen do expozice církevního umění královéhradecké diecéze v bývalém piaristickém kostele v Litomyšli. 
Od 1.1.2011 je farnost Vápenný Podol sloučena do farnosti „Heřmanoměstecké“.
Duchovním správcem je P. ThLic. Adrian Jaroslav Sedlák.

## Varhany
R. 1892 byly na kůr vystavěny jednomanuálové varhany od firmy Emanuel Štěpán Petr (1853–1930) z Prahy

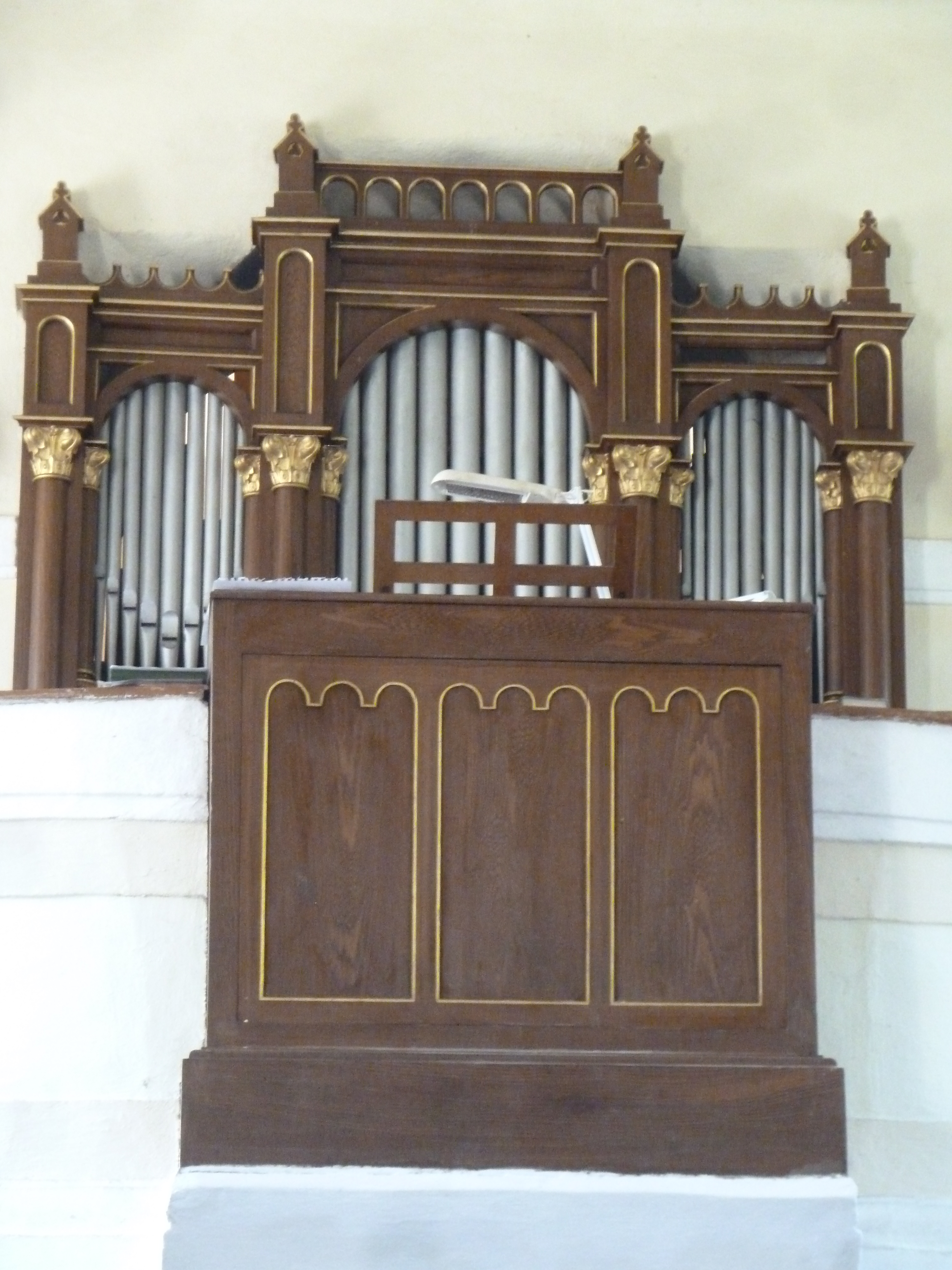
Varhany v kostele sv. Václava

Hru činí obtížnou těžší chod traktury.
V květnu roku 2017 bylo provedeno čištění a ladění varhan.
Rejstříky pro manuál:
Principal 8´, Kryt 8´, Salicional 8´, Fleta 4´, Oktava 4´, Doublet 2 2/3
Rejstříky pro pedál:
Subbas 16´, Oktavbas 8´
Pleno, Forte, Piano, Pedálová spojka
Varhaníkem ve Vápenném Podole je Miroslav Doležal.

## Noc kostelů
V roce 2017 se ve Vápenném Podole uskutečnil 1. ročník slavné mezinárodní akce Noc kostelů, první část programu byla věnována 125. výročí od postavení podolských varhan.